# Útěk ze Sobiboru (film, 1987)
Útěk ze Sobiboru  je britsko-jugoslávský televizní film z roku 1987. Příběh se odehrává ve vyhlazovacím táboře Sobibor, kde se uskutečnilo jedno ze dvou úspěšných povstání vězňů v nacistických koncentračních táborech smrti. Děj i postavy jsou inspirovány skutečnými událostmi. Jednou z hlavních postav je Alexandr Pečerskij, voják Rudé armády a jeden z hlavních organizátorů vzpoury z 14. října 1943. 
Předlohou filmu byla kniha Inferno em Sobibor: A tragédia de um adolescente judeu od Stanisława Szmajznera, který se vězeňského povstání také účastnil. Podílel se i na scénáři k filmu. 

## Obsazení
| Alan Arkin     | Leon Feldhendler    |
| Joanna Pacula  | Luka                |
| Rutger Hauer   | Alexandr Pečerskij  |
| Hartmut Becker | Četař Gustav Wagner |
| Jack Shepherd  | Itzhak Lichtman     |
| Emil Wolk      | Samuel              |
| Simon Gregor   | Shlomo              |
| Linal Haft     | Oberkapo Porchek    |
| Jason Norman   | Toivi Blatt         |
| Robert Gwilym  | Chaim Engel         |